# نافورة

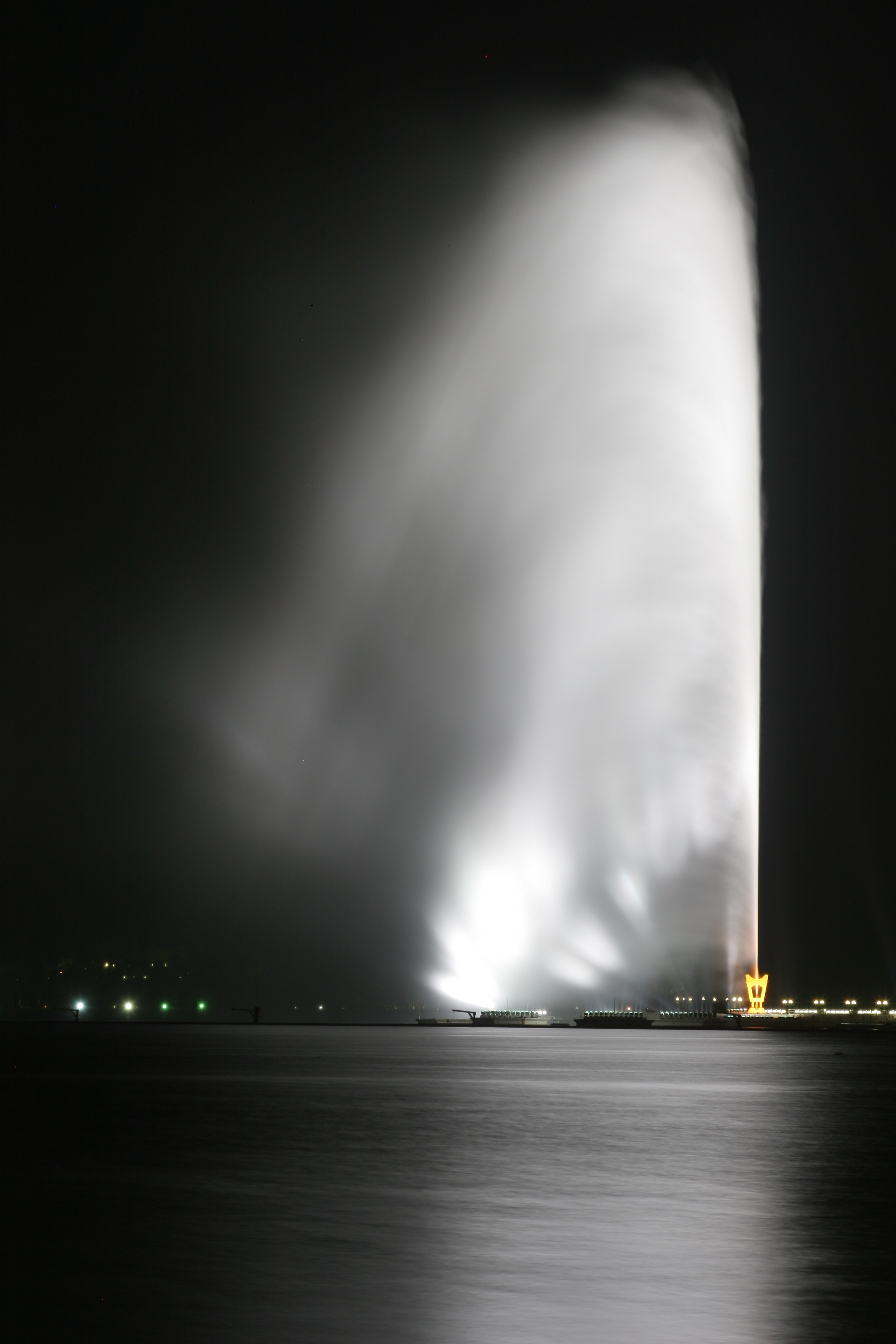
نافورة الملك فهد أعلى نافورة بالعالم

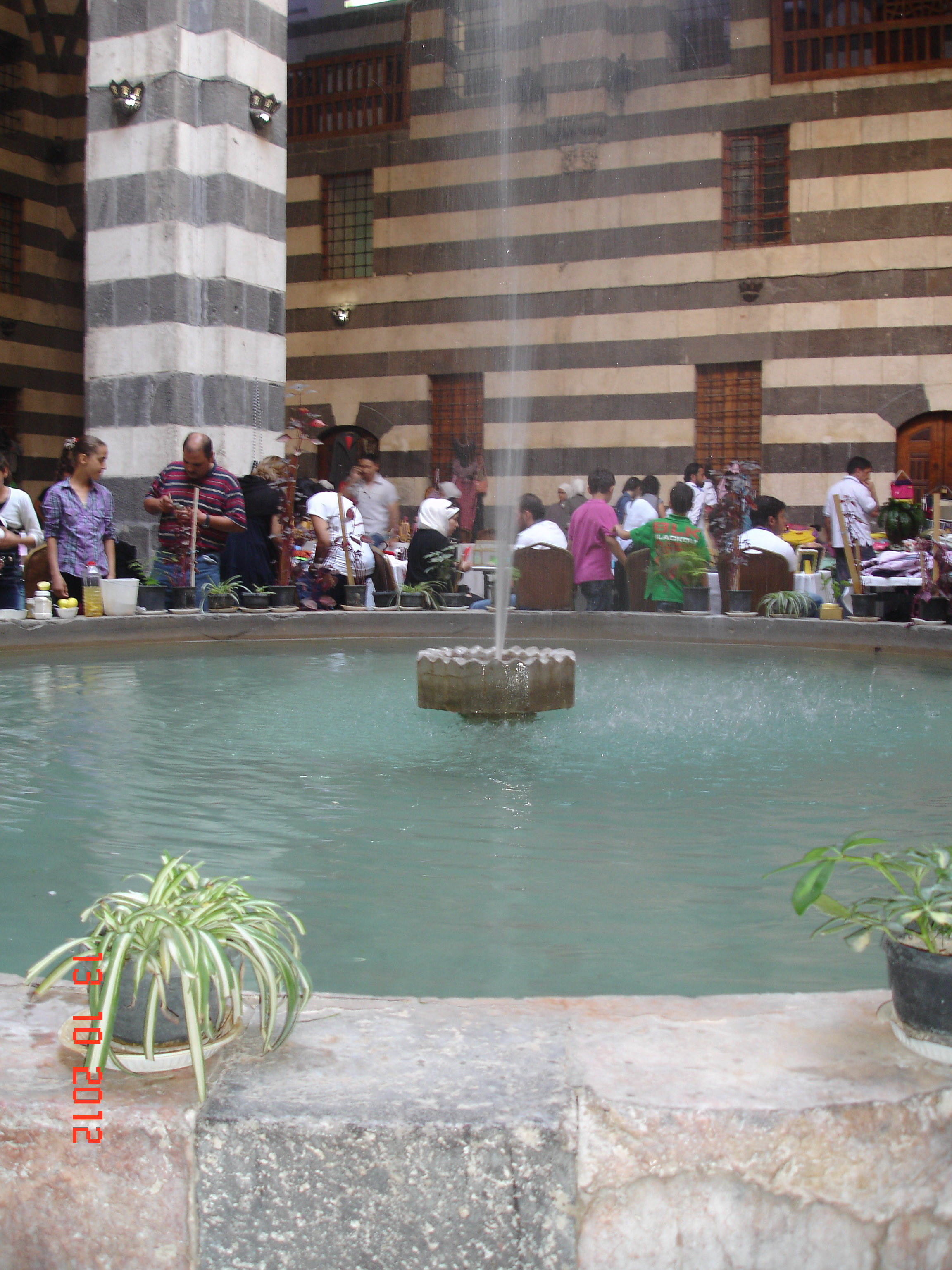
من سمات الديار الشامية انتصاف «بحرة» للساحة.

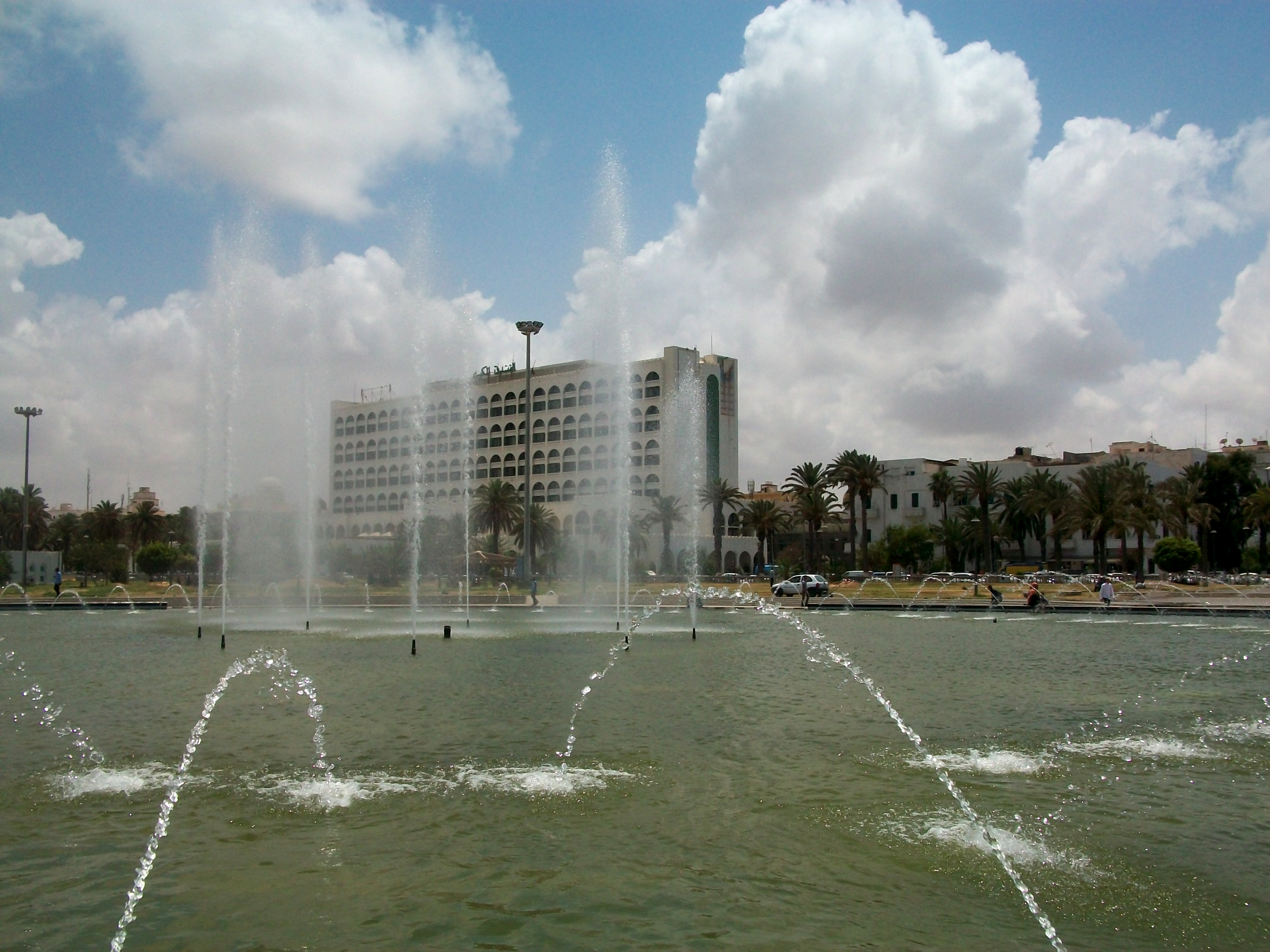
نافورة في طرابلس ليبيا

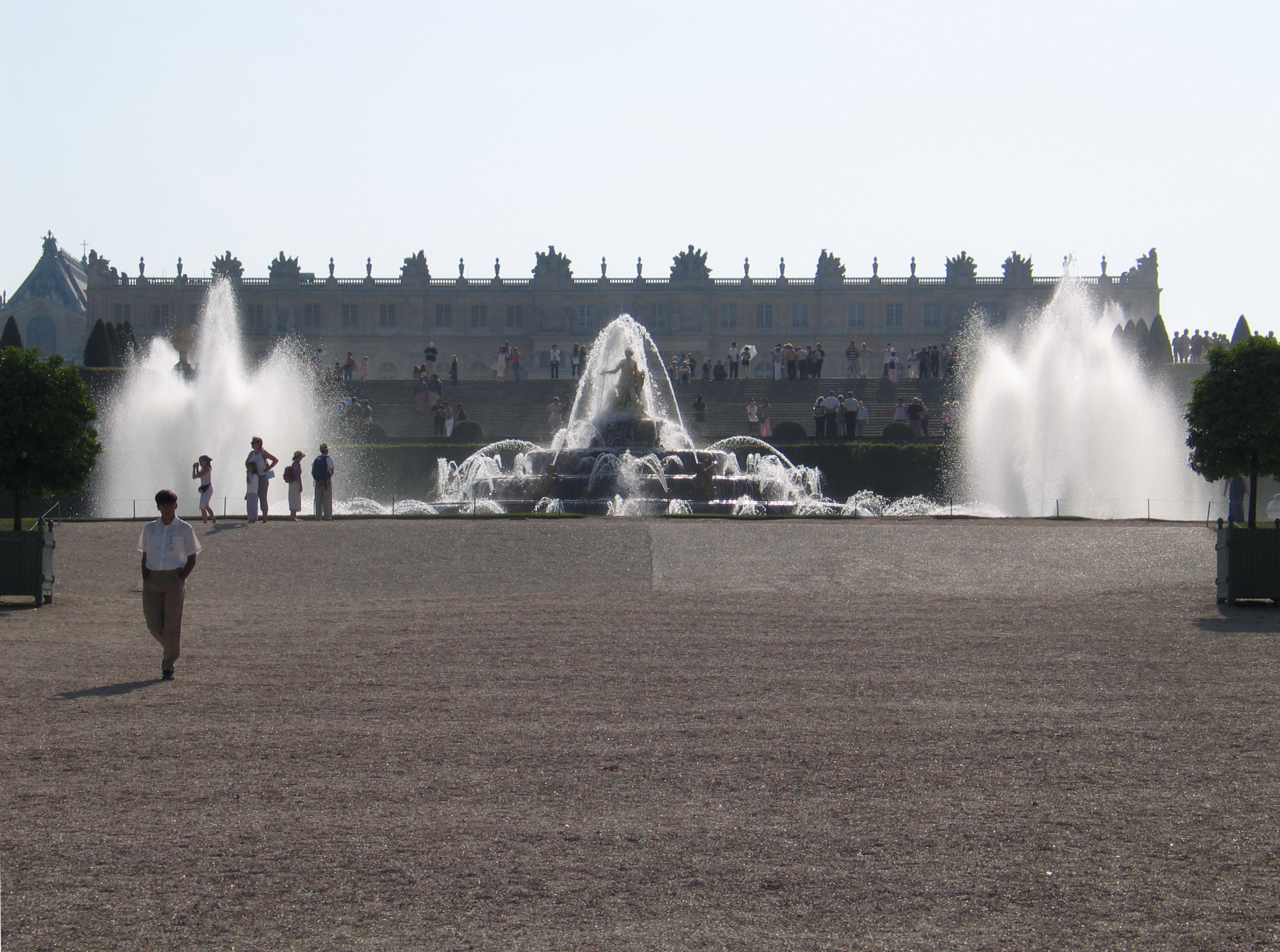
نافورة في فرساي فرنسا

نافورة في ملقا ماليزيا

النافورة أو المِطْفَرة أو الفوَّارة دفق من الماء ناتج عن ضغطها، عبر ثقوب ضيِّقة في حوض، فترتفع إلى مستوى معيَّن أولاً ثم تهبط. ويحصل الارتفاع طبيعيا أو اصطناعيا. تدفع مياه النوافير الحديثة بالكهرباء وقد تُجمَّل بالأنوار فتزيدها بهاءً.
يأتي هذا الضغط في حالة النافورة الطبيعية، من وزن الماء المجمع في خزان، ومن حرارته، أو من كليهما معا، إذ يمر الماء في قنوات تحت الأرض إلى أن يستطيع الخروج على شكل نبع أو نافورة كما في حالة الحمة الفوارة.
أما في حالة النوافير الاصطناعية فإن المضخات هي التي تقوم بتوليد الضغط اللازم.
تستخدم النوافير الاصطناعية لأغراض تجميلية وأغراض عملية. فهي تساعد على إبقاء البرك نظيفة وتقلل من الحاجة إلى كثير من الماء. وقد انتشرت في الحدائق والساحات العامة ومراكز التسوق. وفي مثل هذه النوافير، قد ينساب الماء من خلال تماثيل أو من فوقها. ويستمتع الناس بمشاهدة الماء وسماع خريره. كما تُزوّد بعض النوافير التجميلية بأضواء ملونة.

## التاريخ
ثمة قرائن تثبت أن الفرس عرفوا النوافير منذ العام 4000 قبل الميلاد تقريباً.
وقد عُني قدماء اليونان والرومان والعرب والأوروبيون بإقامة النوافير عنايةً بالغة وأحاطوها بمبانٍ مزدانة بالرخام والخزف.
في أوروبا، تم بناء أكثر النوافير تعقيداً وجمالاً في عصر النهضة الأوروبية والعصر الباروكي من القرن السادس عشر الميلادي إلى القرن الثامن عشر الميلادي. وباستخدام أنظمة ضخ معقدة، كان الماء فيها يُحوّل إلى شلالات واسعة، أو يُوجّه في قنوات إلى الأسفل أو إلى الأعلى على شكل نوافير قوية.

## أمثلة
ومن النوافير الشهيرة
- نافورة بهو السباع في قصر الحمراء بغرناطة في الأندلس (القرن الثالث عشر)، [3]
- نوافير فيلاّ ديسته Villa d'Este في تيفولي غيرَ بعيد عن رومة (القرن السادس عشر)، [3]
- نافورة الأنهار الأربعة في رومة (القرن السابع عشر)[3]
- نوافير قصر فرساي (القرن السابع عشر أيضاً).[3] أقيمت بحدائق القصر، ترفع مياهها آلياً إلى خزان يعلو أكثر من 150 متراً فوق نهر السين.

وتنتشر النافورات في كثير من البلاد الشرقية والإسلامية. وفي دمشق واستانبول والقاهرة أمثلة، 
- نافورة النيل قبل أرض الجزيرة (القاهرة) وهي على هيئة طابقين: الأول قطره 9 أمتار، ويخرج الماء من وسط النافورة بارتفاع مائة متر ويحيط بها 16 كشافاً كهربياً تحت الماء، ويفيض الماء على طابق آخر يخرج منه 32 نافورة صغيرة. ومعها 32 كشافاً كهربياً تحت الماء، وفي الطابق السفلي 64 ماسورة يخرج منها الفائض، على هيئة ستارة مائية جميلة تحيط بجسم النافورة، وبه 16 كشافاً كهربياً، للتجميل، وتحذير المراكب من الاقتراب من النافورة، وتضغط المياه في النافورة طلمبة ذات محرك قوته 950 حصاناً. أنشئت 1956م.[4]

## حديثا
في أواخر القرن التاسع عشر وأوائل القرن العشرين الميلاديين، حافظت النوافير التجميلية على دورها كمعالم أساسية في تصاميم الدول الكبرى. أما اليوم فيستخدم المهندسون المعماريون الحاسوب للتحكم في الإضاءة وجريان وحركات الماء في النوافير (والموسيقى المرافقة أحياناً كما هو الحال في نافورة دبي)، كما أن هناك أشكال أخرى كالتي تخرج من المياه بقوة وتصعد نحو السماء ومن ثم تعود بسرعة فائقة نحو الأرض مثل تلك التي في جدة وهي نافورة جدة والتي تعد الأطول في العالم.

## معرض صور

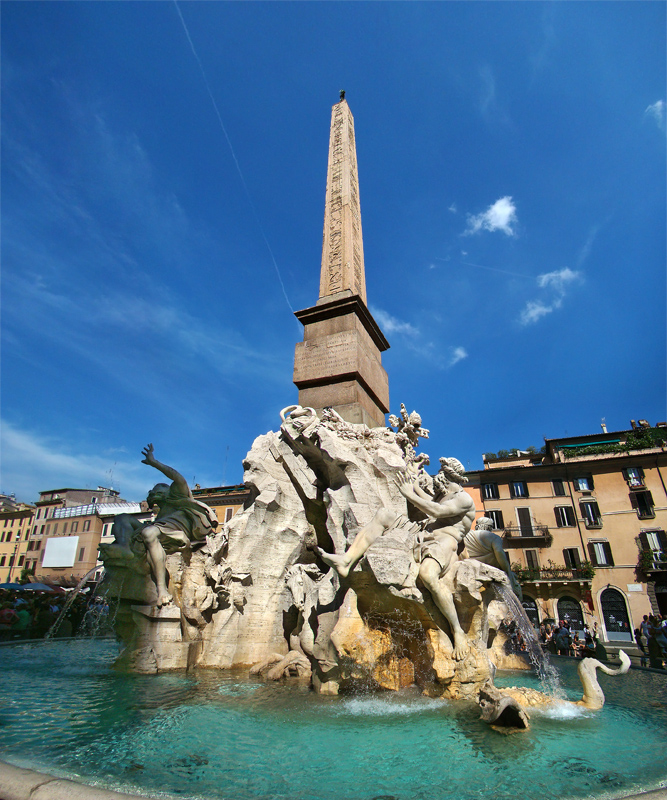
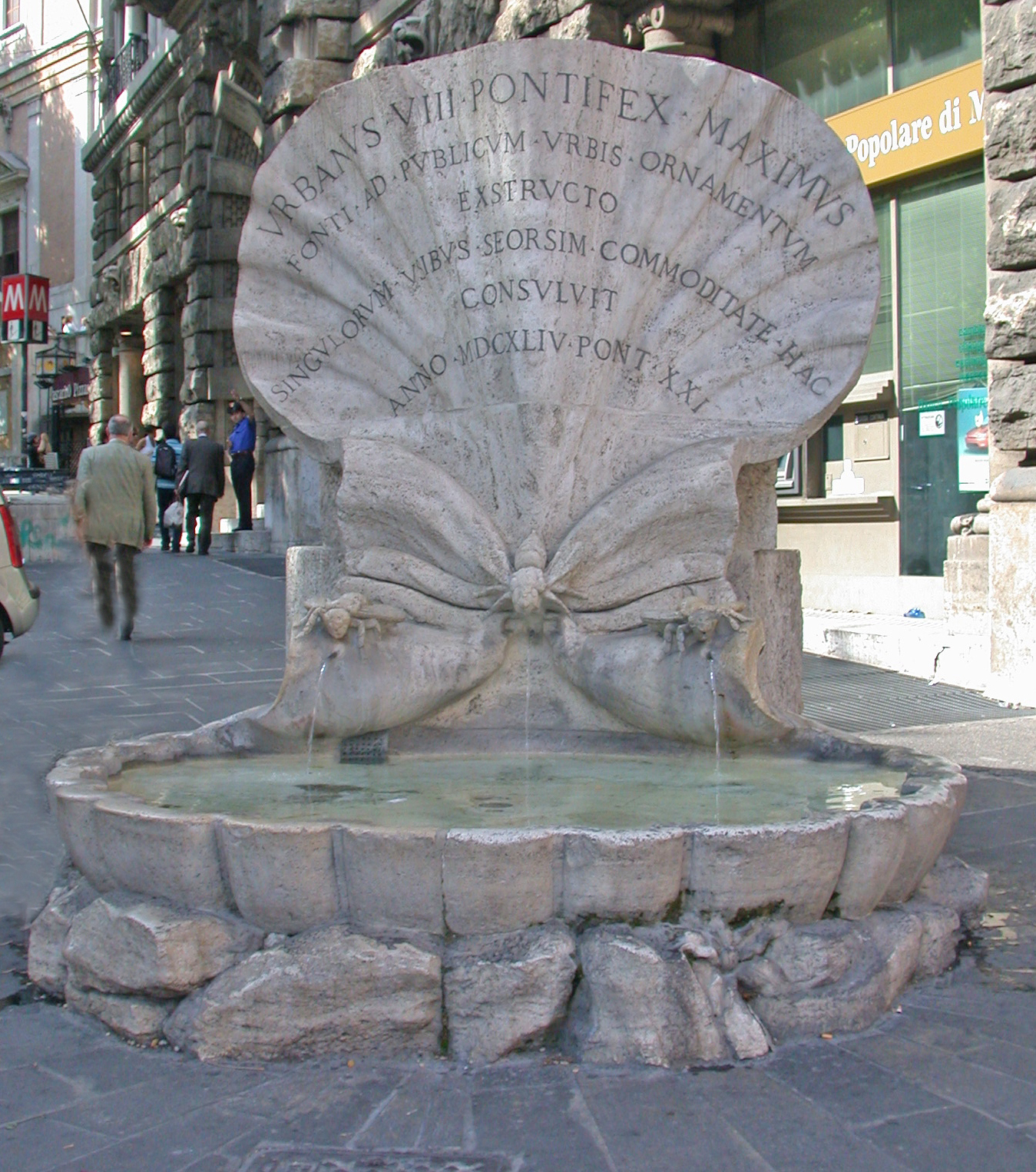
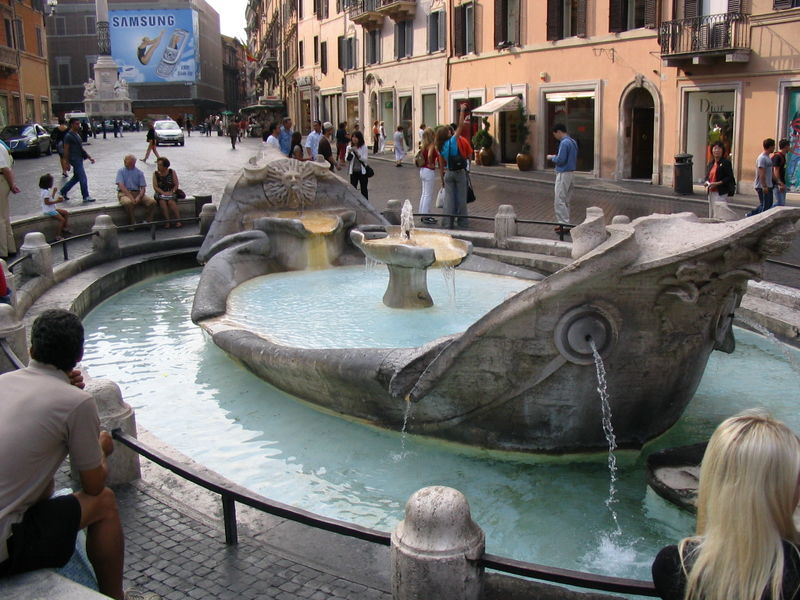
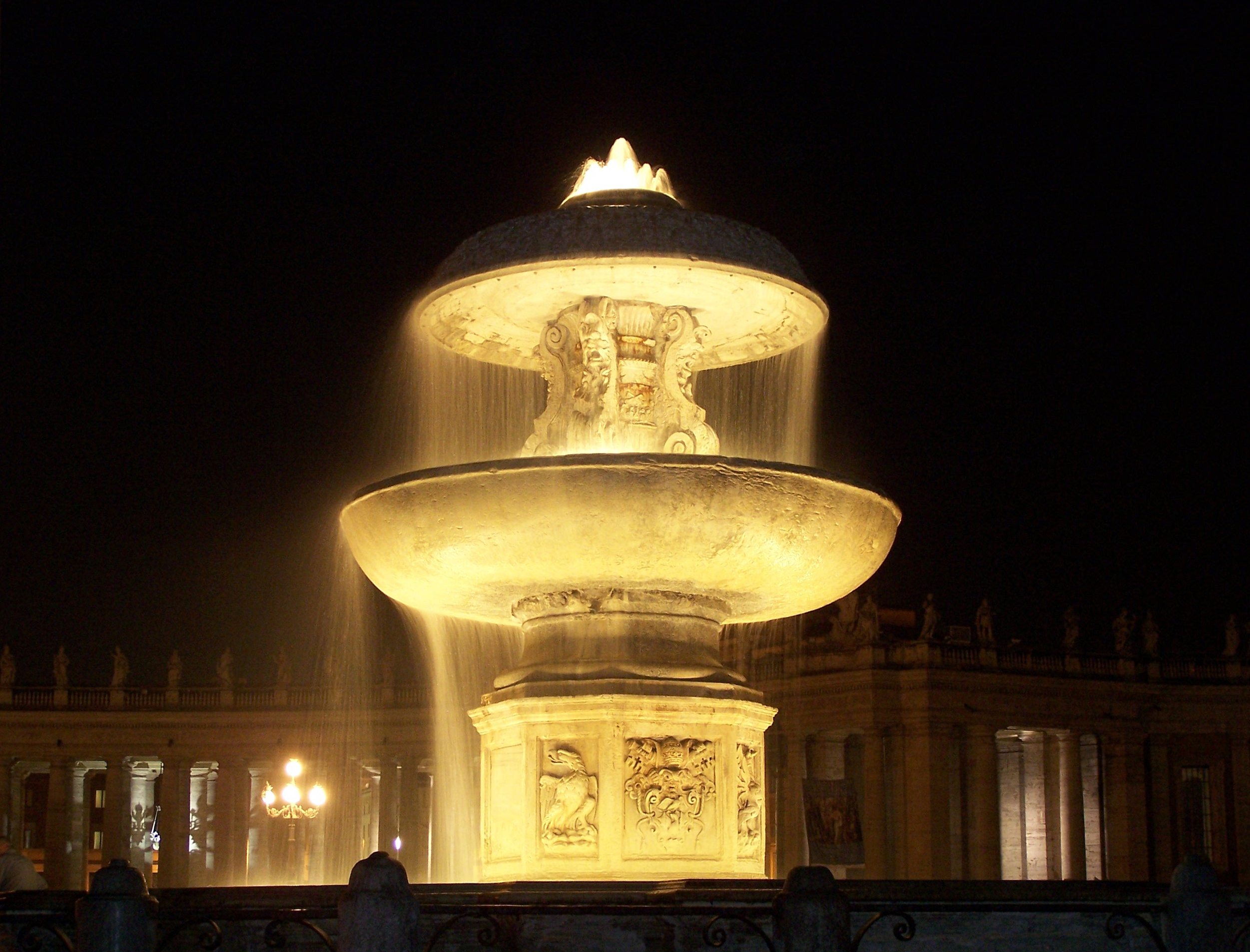
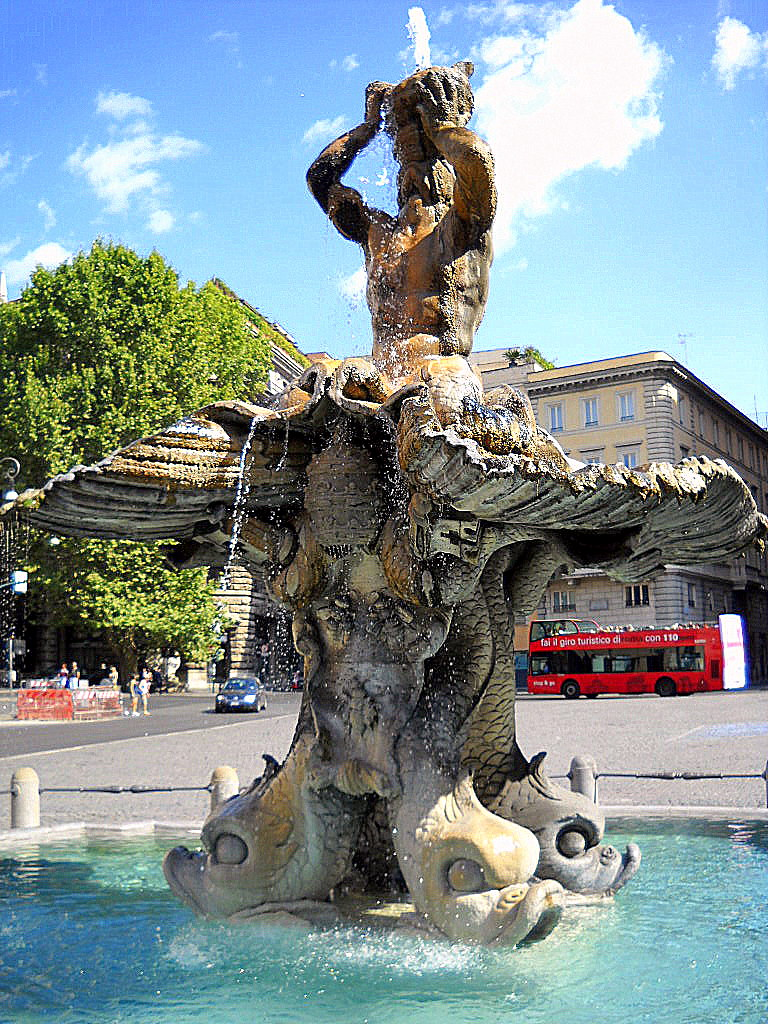